# George Brookshaw
George Brookshaw (ca. 1751-1823), también conocido como G. Brown, fue un notable pintor e ilustrador inglés de Londres. Gran parte de su obra ha sido digitalizada.
Su carrera la comenzó en Londres especializándose en ebanistería de muebles pintados, a menudo con decoraciones florales. Fue aprendiz de Samuel Troughton, un pintor de Birmingham y 'nipólogo'. Brookshaw también publicó manuales complementarios de dibujo de frutas, flores y pájaros. Digitalizado aquí en un solo volumen conteniendo tres manuales, todos datados de 1817.

## Algunas publicaciones
- 1996. Gooseberries. Ed. J. Arthur Dixon Ltd.

- 1823. The Horticultural Repository, 120 pp.

- 1817. Six Birds, Accurately Drawn and Coloured After Nature, with Full Instructions for the Young Artists ; Intended as a Companion to the Treatise on Flower Painting. Ed. Augustus Applegath and Henry Mitton, 16 pp.

- 1812. Pomona Britannica, Die Vollständigen Tafeln. Le savoir universel. Ilustró el autor, 15 pp. Reeditó ilustrada Taschen Deutschland GmbH, 2002, 200 pp. ISBN 3-8228-1463-6

## Galería

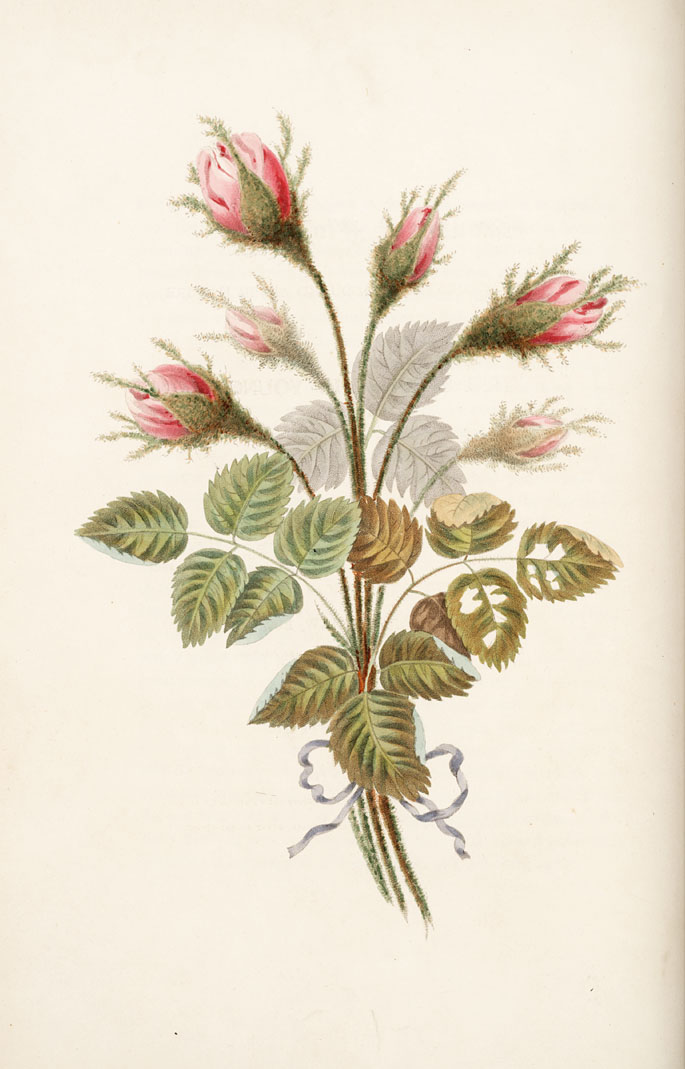
Moss Rose, 1817
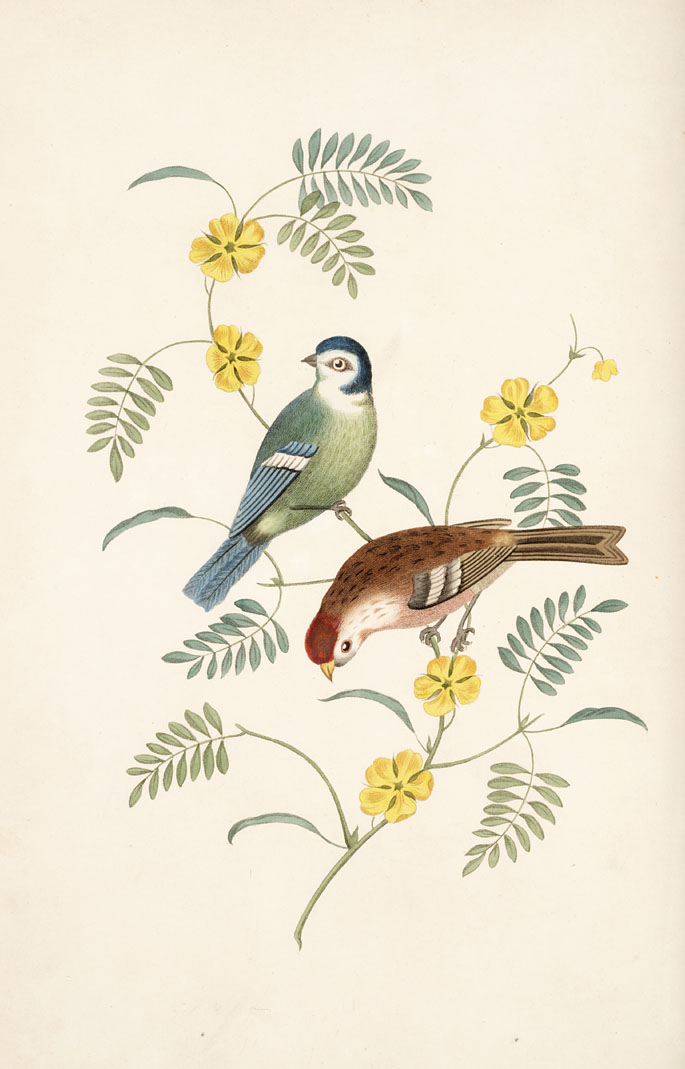
Blue Tit & Redpoll, 1817
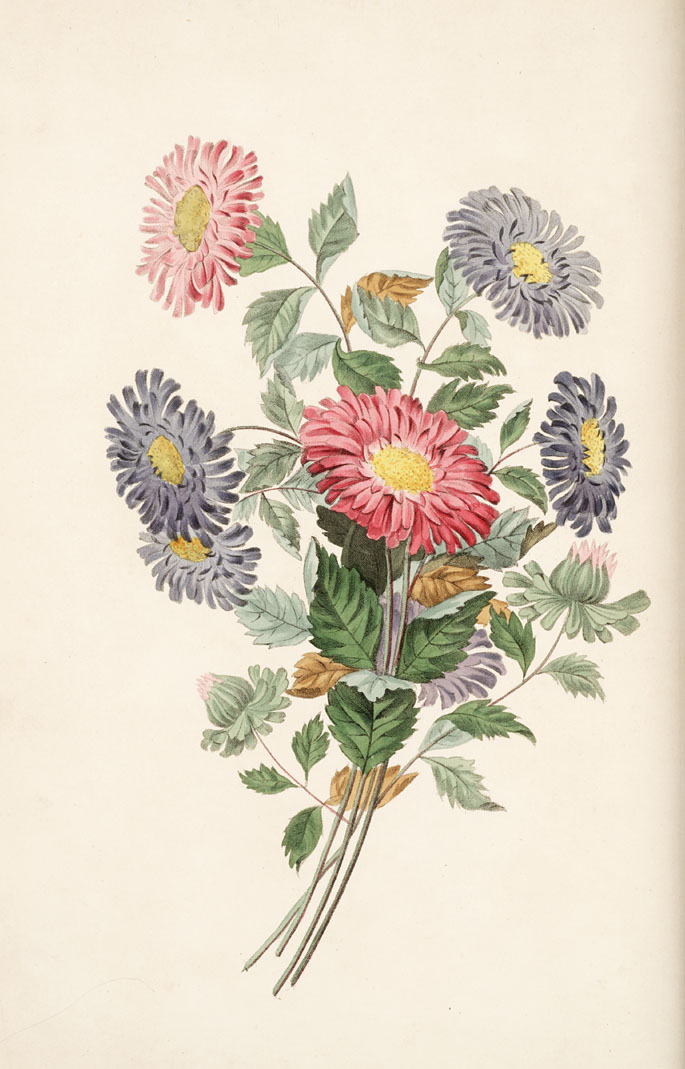
China Asters, 1817